# Lăng (họ)

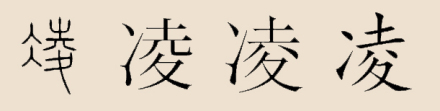

Lăng (chữ Hán: 凌 hoặc 淩, pinyin: Ling) là một họ người có nguồn gốc bắt nguồn từ Trung Quốc và là họ cổ lâu đời. Trong Bách gia tính, họ này được xếp thứ 159.